# 桑蘇西 (密歇根州)
桑蘇西（英語：Sans Souci）是位於美國密歇根州聖克萊爾縣克萊鎮區的一個非建制地區。

## 地理
桑蘇西所處的海拔為高於海平面177米（即581英呎），而該地所採用的時區為UTC-5，即北美东部時區（EST）。同時該地設有夏令時間，為UTC-5調快一小時，即UTC-4（EDT）。